# Тарбальджей
Тарбальджей — село в Кыринском районе Забайкальского края России. Административный центр сельского поселения «Тарбальджейское».

## География
Село находится в восточной части района, на левом берегу реки Хурул-Тыкэн (бассейн реки Кыры), при автодороге А167, на расстоянии примерно 40 километров (по прямой) к северо-востоку от села Кыра. Абсолютная высота — 909 метров над уровнем моря.
Климат
Климат характеризуется как резко континентальный, с продолжительной холодной зимой и относительно жарим и влажным летом. Средняя температура самого тёплого месяца (июля) составляет 12 — 18 °С. Средняя температура самого холодного месяца (января) — −22 — −24 °С Годовое количество осадков — около 350 мм.
Часовой пояс
Село Тарбальджей находится в часовой зоне МСК+6. Смещение применяемого времени относительно UTC составляет +9:00.

## История
Основано в 1909 году.

## Население
| 1989 | 2002 | 2010 | 2021 |
| ---- | ---- | ---- | ---- |
| 543  | ↘453 | ↘414 | ↘330 |

Половой состав
По данным Всероссийской переписи населения 2010 года в гендерной структуре населения мужчины составляли 50,2 %, женщины — соответственно 49,8 %.
Национальный состав
Согласно результатам переписи 2002 года, в национальной структуре населения буряты составляли 53 % из 453 чел., русские — 42 %.

## Инфраструктура
В селе функционируют основная общеобразовательная школа, детский сад, дом культуры и фельдшерско-акушерский пункт.

## Улицы
Уличная сеть села состоит из четырёх улиц: Пионерская, Карбышева, Журавлёва и Школьная.